# Jessica Aguilera
Jessica Carolina Aguilera (Somoto, 26 juni 1985) is een Nicaraguaans atlete, gespecialiseerd in de sprint en het hordelopen. Ze nam eenmaal deel aan de Olympische Spelen, maar won bij die gelegenheid geen medailles.
Aguilera nam deel aan de Olympische Zomerspelen in 2008 in Peking, waar ze op de 100 m vrouwen in 13,15 s als achtste eindigde en hiermee was uitgeschakeld voor de volgende ronde.

## Persoonlijke records
Outdoor
| Onderdeel    | Prestatie | Datum            | Plaats  |
| ------------ | --------- | ---------------- | ------- |
| 100 m        | 13,15 s   | 16 augustus 2008 | Peking  |
| 400 m horden | 62,74 s   | 2 februari 2006  | Managua |

## Palmares

### 100 m
- 2008: 8e in serie OS - 13,15 s

### 400 m horden
- 2005: 6e in serie WK - 64,43 s
- 2011: 8e in serie WK - 62,78 s